# Wide area information server
Wide Area Information Server (forkortet WAIS) er et avanceret system til hurtige gennemsøgninger af store informationsmængder over internettet. 
WAIS-protokollen blev især anvendt i 1990'erne.